# Mangawhero Falls
Die Mangawhero Falls sind ein Wasserfall im Tongariro-Nationalpark im Zentrum der Nordinsel Neuseelands. Er liegt im Lauf des Mangawhero River am südwestlichen Hang des Mount Ruapehu. Seine Fallhöhe beträgt 28 Meter.
Der Mangawhero Falls Walk ist ein kurzer Wanderweg, der von der Ohakune Mountain Road in fünf Gehminuten zum Wasserfall führt.